# Edwards Island (ö i Australien, Western Australia)
Edwards Island är en ö i Australien. Den ligger i delstaten Western Australia, omkring 110 kilometer nordväst om delstatshuvudstaden Perth.
Trakten runt Edwards Island är nära nog obefolkad, med mindre än två invånare per kvadratkilometer. Genomsnittlig årsnederbörd är 754 millimeter. Den regnigaste månaden är juli, med i genomsnitt 137 mm nederbörd, och den torraste är januari, med 9 mm nederbörd.